# Natale a Biltmore
Natale a Biltmore (A Biltmore Christmas) è un film per la televisione del 2023 con Bethany Joy Lenz e Kristoffer Polaha.

## Trama
Ingaggiata per il remake di un film natalizio d'epoca molto apprezzato, Lucy Collins è una sceneggiatrice disillusa in visita nella leggendaria location delle riprese di "His Merry Wife!", ovvero La moglie allegra!, diretto da William West quasi ottant'anni prima, presso la sontuosa Tenuta Biltmore, una struttura ricettiva nella città di Asheville. In pieno natale, Hargrove deve rivedere in tempi brevissimi il finale del copione, in quanto è disaccordo con il produttore che ne sollecita la revisione entro capodanno.

Improvvisamente, mentre è ospite al Biltmore, Lucy si ritrova suo malgrado trasportata in un viaggio nel tempo nell'anno 1947 dopo aver toccato l'antica clessidra, primordiale macchina del tempo, si intromette nel vero set cinematografico della storica pellicola in cerca d'ispirazione.

Da infiltrata, si finge con il nome di Lucy Hargrove nelle vesti di inviata della produzione originale, la «Balaban Film» di Harry Balaban, comincia a interagire con il cast "reale", intervistando i protagonisti del film in bianco e nero, in particolare l'angelo Charlie, affidato all'attore Jack Huston, innamorato della bionda Rebecca per l'interpretazione dell'attrice Ava Hayward, fra l'altro contesa da Claude Lancaster nella parte dell'antagonista terreno James.

## Curiosità
Il film si ispira a La vita è meravigliosa (1946) e a La moglie del vescovo (1947).
Si ascoltano canti natalizi della tradizione inglese come Hark! The Herald Angels Sing, O Tannenbaum, Stille Nacht, heilige Nacht, Jingle Bells.